# Japón en la Copa Mundial de Rugby

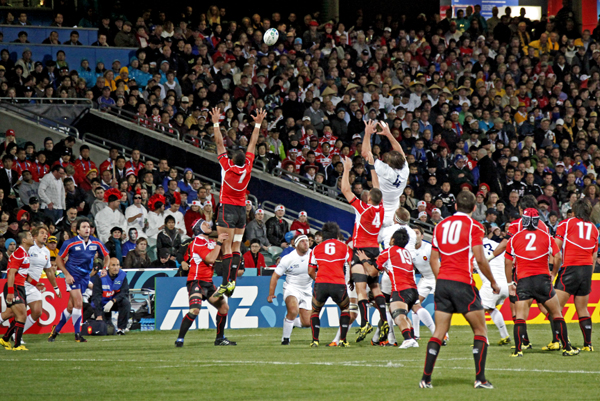
Japón vs. Francia en Nueva Zelanda 2011.

La Selección de rugby de Japón participó en todas las ediciones de la Copa del Mundo de Rugby. Clasificó a través de eliminatorias a todos los torneos, con la excepción de la edición de 2019 que organizó.
Los Brave Blossoms consiguieron avanzar a cuartos de final en Japón 2019 y esta fue su mejor participación.

## Nueva Zelanda 1987
Entrenador: Katsumi Miyaji. Japón fue una de las 16 naciones que World Rugby consideró de mejor nivel y tradición, por lo tanto fue invitada al primer campeonato.

### Participación
Grupo A
| Equipo         | Jug. | Gan. | Emp. | Perd. | A favor | En contra | Puntos |
| -------------- | ---- | ---- | ---- | ----- | ------- | --------- | ------ |
| Australia      | 3    | 3    | 0    | 0     | 108     | 41        | 6      |
| Inglaterra     | 3    | 2    | 0    | 1     | 100     | 32        | 4      |
| Estados Unidos | 3    | 1    | 0    | 2     | 39      | 99        | 2      |
| Japón          | 3    | 0    | 0    | 3     | 48      | 123       | 0      |

## Inglaterra 1991
Entrenador: Hiroaki Shukuzawa

### Participación
Grupo B
| Equipo   | Gan. | Emp. | Per. | A favor | En contra | Puntos |
| -------- | ---- | ---- | ---- | ------- | --------- | ------ |
| Escocia  | 3    | 0    | 0    | 122     | 36        | 9      |
| Irlanda  | 2    | 0    | 1    | 102     | 51        | 7      |
| Japón    | 1    | 0    | 2    | 77      | 87        | 5      |
| Zimbabue | 0    | 0    | 3    | 31      | 158       | 3      |

## Sudáfrica 1995
Entrenador:  Osamu Koyabu

### Participación
Grupo C
| Equipo        | Gan. | Emp. | Perd. | A favor | En contra | Puntos |
| ------------- | ---- | ---- | ----- | ------- | --------- | ------ |
| Nueva Zelanda | 3    | 0    | 0     | 225     | 45        | 9      |
| Irlanda       | 2    | 0    | 1     | 93      | 94        | 7      |
| Gales         | 1    | 0    | 2     | 89      | 68        | 5      |
| Japón         | 0    | 0    | 3     | 55      | 252       | 3      |

## Gales 1999
Entrenador: Seiji Hirao

### Participación
Grupo D
| Equipo    | Gan. | Emp. | Per. | A favor | En contra | Puntos |
| --------- | ---- | ---- | ---- | ------- | --------- | ------ |
| Gales     | 2    | 0    | 1    | 118     | 71        | 4      |
| Samoa     | 2    | 0    | 1    | 97      | 72        | 4      |
| Argentina | 2    | 0    | 1    | 83      | 51        | 4      |
| Japón     | 0    | 0    | 3    | 36      | 140       | 0      |

## Australia 2003
Entrenador: Shogo Mukai

### Participación
Grupo B
| Equipo         | Gan. | Emp. | Per. | A favor | En contra | Extra | Puntos |
| -------------- | ---- | ---- | ---- | ------- | --------- | ----- | ------ |
| Francia        | 4    | 0    | 0    | 204     | 70        | 4     | 20     |
| Escocia        | 3    | 0    | 1    | 102     | 97        | 2     | 14     |
| Fiyi           | 2    | 0    | 2    | 98      | 114       | 2     | 10     |
| Estados Unidos | 1    | 0    | 3    | 86      | 125       | 2     | 6      |
| Japón          | 0    | 0    | 4    | 79      | 163       | 0     | 0      |

## Francia 2007

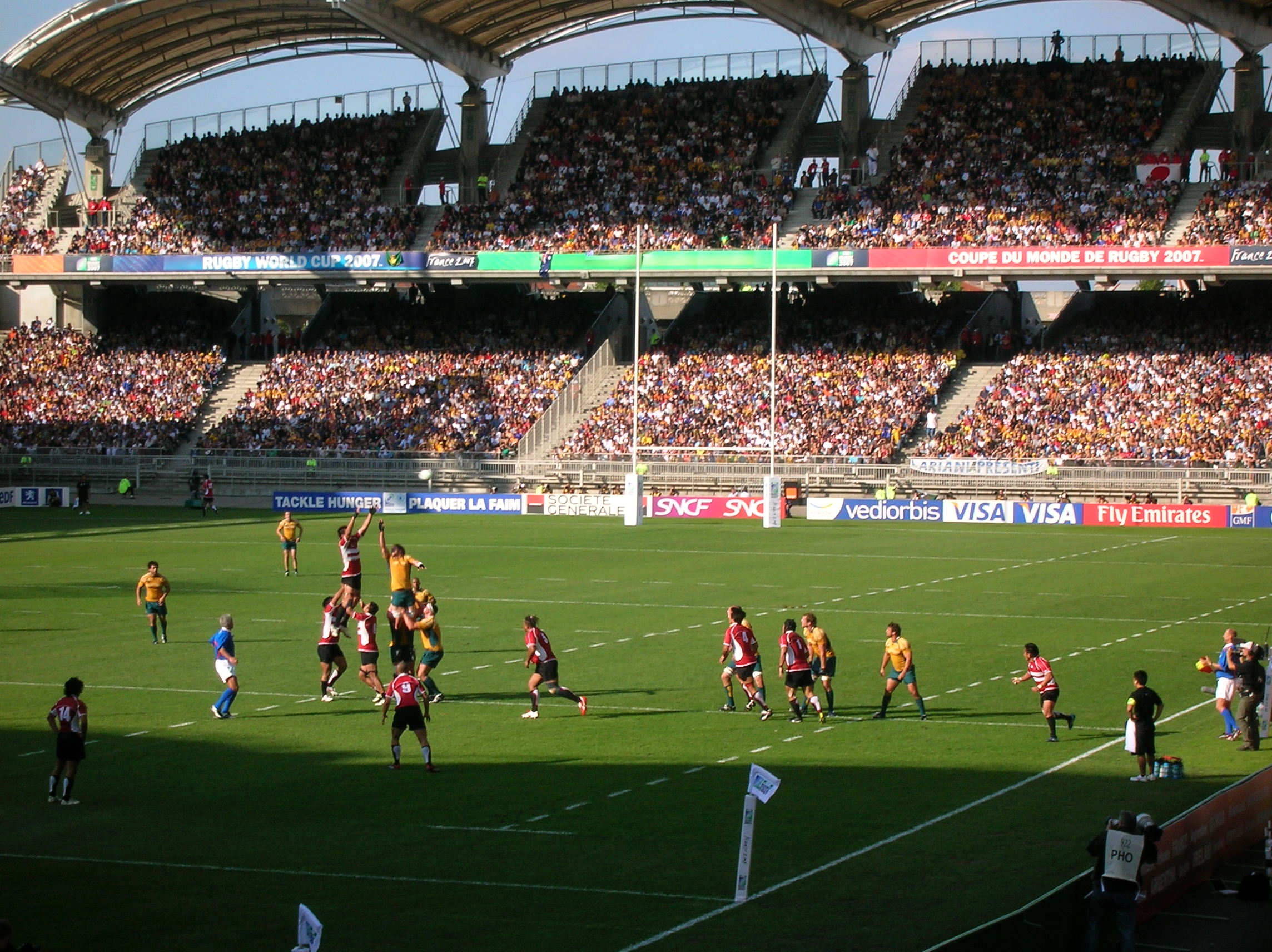
Contra los Wallabies.

Entrenador:  John Kirwan

### Participación
Grupo B
| Posición | Equipo    | Partidos | Partidos | Partidos  | Partidos | Tantos  | Tantos    | Tantos     | Puntos bonus | Puntos |
| Posición | Equipo    | jugados  | ganados  | empatados | perdidos | a favor | en contra | diferencia | Puntos bonus | Puntos |
| -------- | --------- | -------- | -------- | --------- | -------- | ------- | --------- | ---------- | ------------ | ------ |
| 1        | Australia | 4        | 4        | 0         | 0        | 215     | 41        | +174       | 4            | 20     |
| 2        | Fiyi      | 4        | 3        | 0         | 1        | 114     | 131       | -17        | 3            | 15     |
| 3        | Gales     | 4        | 2        | 0         | 2        | 163     | 105       | +58        | 4            | 12     |
| 4        | Japón     | 4        | 0        | 1         | 3        | 64      | 210       | -146       | 1            | 3      |
| 5        | Canadá    | 4        | 0        | 1         | 3        | 51      | 120       | -69        | 0            | 2      |

## Nueva Zelanda 2011
Entrenador:  John Kirwan

### Participación
Grupo A
| Posición | Selección     | Partidos | Partidos | Partidos  | Partidos | Tries a favor | Tantos  | Tantos    | Tantos     | Puntos extra | Puntos |
| Posición | Selección     | jugados  | ganados  | empatados | perdidos | Tries a favor | a favor | en contra | diferencia | Puntos extra | Puntos |
| -------- | ------------- | -------- | -------- | --------- | -------- | ------------- | ------- | --------- | ---------- | ------------ | ------ |
| 1        | Nueva Zelanda | 4        | 4        | 0         | 0        | 36            | 240     | 49        | +191       | 4            | 20     |
| 2        | Francia       | 4        | 2        | 0         | 2        | 13            | 124     | 96        | +28        | 3            | 11     |
| 3        | Tonga         | 4        | 2        | 0         | 2        | 7             | 80      | 98        | −18        | 1            | 9      |
| 4        | Canadá        | 4        | 1        | 1         | 2        | 9             | 82      | 168       | −86        | 0            | 6      |
| 5        | Japón         | 4        | 0        | 1         | 3        | 8             | 69      | 184       | −115       | 0            | 2      |

## Inglaterra 2015
Entrenador:  Eddie Jones

### Participación
Grupo B
| Posición | Selección      | Partidos | Partidos | Partidos  | Partidos | Tries a favor | Tantos  | Tantos    | Tantos     | Puntos extra | Puntos |
| Posición | Selección      | jugados  | ganados  | empatados | perdidos | Tries a favor | a favor | en contra | diferencia | Puntos extra | Puntos |
| -------- | -------------- | -------- | -------- | --------- | -------- | ------------- | ------- | --------- | ---------- | ------------ | ------ |
| 1        | Sudáfrica      | 4        | 3        | 0         | 1        | 23            | 176     | 56        | 120        | 4            | 16     |
| 2        | Escocia        | 4        | 3        | 0         | 1        | 14            | 136     | 93        | 40         | 2            | 14     |
| 3        | Japón          | 4        | 3        | 0         | 1        | 9             | 98      | 100       | -2         | 0            | 12     |
| 4        | Samoa          | 4        | 1        | 0         | 3        | 7             | 69      | 124       | -55        | 2            | 6      |
| 5        | Estados Unidos | 4        | 0        | 0         | 4        | 5             | 50      | 156       | -106       | 0            | 0      |

## Japón 2019
Entrenador:  Jamie Joseph

### Grupo A
| Posición | Selección | Partidos | Partidos | Partidos  | Partidos | Tries a favor | Tantos  | Tantos    | Tantos     | Puntos extra | Puntos |
| Posición | Selección | Jugados  | Ganados  | Empatados | Perdidos | Tries a favor | a favor | en contra | Diferencia | Puntos extra | Puntos |
| -------- | --------- | -------- | -------- | --------- | -------- | ------------- | ------- | --------- | ---------- | ------------ | ------ |
| 1        | Japón     | 4        | 4        | 0         | 0        | 13            | 115     | 62        | +53        | 3            | 19     |
| 2        | Irlanda   | 4        | 3        | 0         | 1        | 18            | 121     | 27        | +94        | 4            | 16     |
| 3        | Escocia   | 4        | 2        | 0         | 2        | 16            | 119     | 55        | +64        | 3            | 11     |
| 4        | Samoa     | 4        | 1        | 0         | 3        | 8             | 58      | 128       | –70        | 1            | 5      |
| 5        | Rusia     | 4        | 0        | 0         | 4        | 1             | 19      | 160       | –141       | 0            | 0      |

### Cuartos de final
| 20 de octubre de 2019, 19:15 | Japón                   | 3 – 26  | Sudáfrica                                                                                            | Tokyo Stadium, Tokio                                                                                     | |
|                              | Penal: (1/1) Tamura 20' | Reporte | Tries: 4', 70' Mapimpi 66' de Klerk Conversión 66' Pollard (1/3) Penales 44', 49', 64' Pollard (3/4) | Árbitro(s): Wayne Barnes Jueces de touch: Ben O'Keeffe Luke Pearce Television Match Official: Rowan Kitt | Árbitro(s): Wayne Barnes Jueces de touch: Ben O'Keeffe Luke Pearce Television Match Official: Rowan Kitt |

## Francia 2023

### Grupo D
| Posición | Selección  | Partidos | Partidos | Partidos  | Partidos | Tries a favor | Tantos  | Tantos    | Tantos     | Puntos extra | Puntos |
| Posición | Selección  | jugados  | ganados  | empatados | perdidos | Tries a favor | a favor | en contra | diferencia | Puntos extra | Puntos |
| -------- | ---------- | -------- | -------- | --------- | -------- | ------------- | ------- | --------- | ---------- | ------------ | ------ |
| 1.       | Inglaterra | 4        | 4        | 0         | 0        | 17            | 150     | 39        | +111       | 2            | 18     |
| 2.       | Argentina  | 4        | 3        | 0         | 1        | 15            | 127     | 69        | +58        | 2            | 14     |
| 3.       | Japón      | 4        | 2        | 0         | 2        | 12            | 109     | 107       | +2         | 1            | 9      |
| 4.       | Samoa      | 4        | 1        | 0         | 3        | 11            | 92      | 75        | +18        | 3            | 7      |
| 5.       | Chile      | 4        | 0        | 0         | 4        | 4             | 27      | 215       | -188       | 0            | 0      |